# Kai Hammerich
Kai Knut Ewerlöf Hammerich, född 25 april 1943, är en svensk journalist, företagsledare och ämbetsman.
Hammerich inledde sin journalistkarriär vid Göteborgs Handels- och sjöfartstidning 1970, där han rapporterade om Europafrågor från Bryssel. 1976 följde han på nära håll bildningen av regeringen Fälldin, vilket resulterade i boken Kompromissernas koalition. Boken fick 1977 ett hedersomnämnde i samband med utdelningen av Stora journalistpriset.
1977 till 1980 var han presschef vid Europarådet i Strasbourg, och började senare arbeta hos Saab-Scania AB, där han var vice verkställande direktör från 1987 till 1995. 1995 utsågs han till generaldirektör för Invest in Sweden Agency (ISA), vilket han var fram till sin pensionering 2008.
2004 utsågs han till riddare av franska hederslegionen.